# ジャック・クラーク (サッカー選手)
ジャック・レイモンド・クラーク（Jack Raymond Clarke, 2000年11月23日 - ）は、イングランド・ヨーク出身のサッカー選手。プレミアリーグ・イプスウィッチ・タウンFC所属。元イングランド代表。ポジションはFW。

## 経歴
2018年10月6日に行われたフットボールリーグ・チャンピオンシップ第12節のブレントフォードFCにてリーズでのリーグデビューを果たすと、このシーズン22試合に出場、2ゴールの記録を残し、チームのシーズン最優秀若手選手に選ばれた。
2019年7月2日、プレミアリーグのトッテナム・ホットスパーFCに移籍。2019-20シーズン前半は昨シーズン所属したリーズにレンタルで戻ることになった。1月16日、半年間のレンタル移籍でQPRに加入。
2020‐21シーズンはトッテナムに復帰。10月22日、ヨーロッパリーグのグループステージ第1節LASKリンツ戦で86分にカルロス・ヴィニシウスとの交代でトップチームデビュー。2021年1月14日にはストーク・シティFCへのローン移籍が決定。
2022年1月26日、サンダーランドAFCへシーズン終了までのレンタル移籍。
2022年7月9日、サンダーランドAFCへ4年契約で完全移籍。
2024年8月25日、イプスウィッチ・タウンFCへ5年契約で完全移籍した。